# Abbeville-Saint-Lucien
Abbeville-Saint-Lucien település Franciaországban, Oise megyében. Lakosainak száma 510 fő (2022. január 1.). Abbeville-Saint-Lucien Fontaine-Saint-Lucien, Maulers, Muidorge, La Neuville-Saint-Pierre, Oroër és Reuil-sur-Brêche községekkel határos.

## Népesség
A település népességének változása:
| Lakosok száma | 507  | 492  | 503  | 490  | 496  | 503  | 508  | 510  | 510  |
|               | 2013 | 2015 | 2016 | 2017 | 2018 | 2019 | 2020 | 2021 | 2022 |